# Armand Jean d'Allonville
Pour les articles homonymes, voir Allonville (homonymie).
 (avril 2009).
Si vous disposez d'ouvrages ou d'articles de référence ou si vous connaissez des sites web de qualité traitant du thème abordé ici, merci de compléter l'article en donnant les références utiles à sa vérifiabilité et en les liant à la section « Notes et références ».
Armand Jean d'Allonville est né le 13 juillet 1732, à Dommartin-le-Saint-Père, au diocèse de Toul, en Champagne  et  mort le 24 janvier 1811, à Londres. Il est enterré fin 1811, à St Pancras.
Le comte Armand Jean d'Allonville, d’une noble et ancienne famille de Beauce, dit le balafré, est maréchal des Camps et des armées du Roi, commandant en émigration les  Gentilshommes de la province de Champagne, puis ceux de Bretagne et le régiment d'Allonville.

## Biographie

### Famille
Armand Jean d'Allonville est un membre de la famille d'Allonville, de la branche d'Oysonville-Arnancourt, du nom de leurs fiefs successifs dans la Beauce, puis en Champagne. Il est l'un des fils du marquis Edmé d'Allonville (15 septembre 1694-3 mars 1783).
Il est le frère d'Antoine Charles Augustin d'Allonville, mort en défendant le palais des Tuileries lors de la journée du 10 août 1792, et du comte Jean-Nicolas d’Allonville de Mellet, officiers des Chevaliers de la couronne, mort dans l’Armée de Condé, le 2 décembre 1793, à la bataille de Berstheim, en Alsace, pour sauver la vie du duc d'Enghien Louis Antoine de Bourbon-Condé.

### Avant la Révolution

#### Au service du roi (1745-1791)
Pendant la guerre de Succession d'Autriche (1740–1748), Armand entre au service du roi, entre au service fin 1745 comme cornette au régiment de Lameth cavalerie,. Il fait ses premières armes, à l’âge 14 ans, en 1746, lors du siège de Mons, sous le maréchal Maurice de Saxe[réf. à confirmer]. Puis il assiste à la bataille de Rocourt et de bataille de Lauffeld, en 1746 et 1747. Il continue de servir à l'armée jusqu'à la conclusion du Traité d'Aix-la-Chapelle (1748)[réf. à confirmer].
Entre les deux guerres, il est nommé lieutenant au régiment Royal-Carabiniers, puis, au début de la guerre de Sept Ans (1756-1763), il est capitaine au régiment de Lameth cavalerie. Il reçoit, à la bataille de Rossbach, en 1757, quinze coups de sabre, dont dix sur la tête d'où sa balafre. Relevé du champ de bataille par l'ennemi, il obtient la croix de l'ordre royal et militaire de Saint-Louis, n'étant alors âgé que de vingt-cinq ans,.
En 1767, le roi le nomme capitaine au régiment Royal-Carabiniers et ensuite capitaine-major. En 1770, il est lieutenant-colonel d'une des cinq brigades de ce régiment d'élite, puis en 1776, colonel en second du régiment Mestre de Camp Général cavalerie. Il devient colonel du 5e régiment de chevau-légers, à Verdun, en 1779, régiment qui a été créé le 29 janvier de la même année. brigadier des armées du roi, le 1er mars 1780, il est fait maréchal de camp, le 1er janvier 1784. En 1788, il reçoit le commandement d'une grosse brigade de cavalerie, dans la 2e division des évêchés, commandée par le marquis André-Claude de Chamborant.

#### Son mariage (1764)
Armand Jean d'Allonville se marie avec Marie-Françoise Jehannot de Bartillat (1744-1817), le 29 février 1764. Sa femme est la fille du marquis Louis Joachim Jehannot de Bartillat (1711-1748), marquis de Bartillat, baron d'Huriel, colonel du régiment de Bartillat dragons.

### Pendant la Révolution

#### Procureur syndic provincial de la noblesse et du clergé (1789)
Armand Jean d'Allonville vit avant la Révolution à Langres, où il possède des biens, mais il vit aussi dans le Soissonais. Le comte d'Allonville est procureur syndic provincial de la noblesse[réf. à confirmer] et en même temps pour le clergé à Soissons, lors de la préparation des États généraux[réf. à confirmer].
Armand Jean d'Allonville fait un don patriotique à la municipalité de Soissons de 800 francs, le 17 juin 1789 et il s’occupe d’ateliers de charité. De son côté la comtesse distribue des médicaments aux pauvres. Mais cela ne suffit, il sent la vie de sa famille menacée et émigre en 1791.[réf. nécessaire]

#### Au service des princes (1791-1811)

##### Les gentilshommes de Champagne
Armand Jean d'Allonville commande l'unité des gentilshommes de la province de Champagne.
En 1793, il est dans Maastricht assiégée, à la tête de cette compagnie de Gentilshommes. Ils combattent l'armée du général républicain Francisco de Miranda.
Armand Jean d'Allonville passe au service du souverain britannique. Il recrute des émigrés et s'embarque à Brême, en juin 1793, avec 500 gentilshommes sous ses ordres. Mais les 500 dont parle l'un de ses officiers, le comte de Lardenoy, sont en réalité 250.[réf. nécessaire]
Les corps d'émigrés arrivés de Brême à Portsmouth sont les uhlans britanniques, de 340 hommes, le corps de cavalerie légère de Choiseul, de 550 ; les cadres d'Allonville, de 250 ; 50 hommes de supplément, des cadres d'Oilliamson ; 40 d'artillerie; le régiment de Rohan-cavalerie, et le corps des chasseurs d'York, partie cavalerie, partie infanterie. Le régiment de Rohan-cavalerie se révolte. 150 navires viennent prendre à Brême[réf. à confirmer].
Les cadres d'Allonville doivent former le régiment d'Allonville en débarquant en France pour rétablir sur leur trône les Bourbon. Ils font partie des préparatifs de l’armée des émigrés[réf. nécessaire].

##### Le régiment d'Allonville (1794-1796)
Armand François d'Allonville, son fils, écrira : Après huit mois d'actives démarches, Puisaye avait obtenu que l'expédition, toute française, se composerait des régiments français à la solde anglaise et qu'il serait formé des cadres divisés en quatre compagnies, dont chacune, après son recrutement sur le continent, deviendrait un régiment. Leurs commandants étaient le prince de Léon, M. d'Oilliamson, le vicomte de Chambray, et le comte d'Allonville, mon père. Stationnés à Jersey et Guernesey, ces cadres avaient pour objet de seconder l'expédition principale ,.
Le comte d'Allonville, le 15 mars 1794 , commande un corps de gentilshommes portant son nom, le régiment d'Allonville. Le régiment est un régiment de cadres composé de gentilshommes bretons, 186 anciens  officiers de l’armée royale, dont les moindres grades sont des sous-lieutenants ou des élèves de marine. Le but est d’opérer une descente sur les côtes de la Bretagne ou de la  Vendée, sous les ordres de S.A.R. Monsieur, comte d'Artois et d’encadrer les volontaires vendéens ou chouans et des anciens prisonniers que les contre-révolutionnaires surnomment carmagnoles.
En mai 1795, Armand Jean d'Allonville lève, en Westphalie, des troupes. Selon plusieurs sources [réf. nécessaire], sa légion n'étant pas prête reste en Angleterre pendant le débarquement des émigrés à Quiberon en juin/juillet 1795, malgré le fait qu'il jouit de la protection du comte d'Artois et du duc d'Harcourt [réf. nécessaire].
Début septembre 1795, Armand Jean d'Allonville qui a quitté Guernesey est au camp de Ryde, dans l'île de Wight. Son corps émigré de quatre compagnies compte 240 volontaires, tous anciens officiers ou gentilshommes. Soixante bâtiments de transport mouillent à Southampton : ils sont destinés à prendre à bord une armée expéditionnaire qui va débarquer en Vendée. D'immenses préparatifs sont faits dans les cités maritimes et dans les garnisons de la Grande-Bretagne. Pour réveiller les premiers élans des Vendéens, on leur fait chaque jour passer les feuilles publiques constatant les progrès de l'expédition. On désigne les généraux et les régiments qui doivent y prendre part. C'est Francis Rawdon-Hastings, lord Moira, qui la commande en chef. Le major-général Doyle se place à la tête de la première division de débarquement ; la seconde, entièrement formée d'émigrés, se compose des régiments de Mortemart, de Castres, d'Allonville, de Rohan et de Choiseul et aussi les chasseurs d'York et les uhlans britanniques[réf. nécessaire].
Les républicains sont prévenus et ils réunissent toutes leurs forces navales et terrestres. La flotte qui doit opérer sur une grande échelle ne se compose en réalité que de quarante bâtiments de transport : on n'y compte en soldats que 2 000 fantassins, 500 uhlans et un cadre d'officiers français émigrés, ne s'élevant pas à plus de 400 ou 500 hommes[réf. à confirmer].
Les trois premières compagnies du régiment d'Allonville prennent part à la courte occupation de l'île d'Yeu, à la fin de 1795, mais les troupes ne débarquent pas en Vendée. Sur terre des milliers de Vendéens sont prêts à balayer les faibles forces républicaines. Mais seule une poignée d'émigrés débarquent. Le comte d'Artois tarde. Des renforts républicains viennent renforcer les troupes déjà sur place et les Anglais ne veulent pas attaquer Noirmoutier défendue par 2 000 hommes et une puissante artillerie. Lord Moira, trop soucieux des intérêts français doit quitter le commandement de cette armée, au grand regret des royalistes émigrés.[réf. nécessaire]
Mal vêtus et obligés de camper et de faire le métier de simples plantons, les cadres d'Allonville s'en montrent outrés et quelques-uns tiennent des propos « de la plus grande indécence », d'après les Anglais. Ce qui donne en décembre 1796, un prétexte pour leur licenciement par leurs alliés, au camp de Ryde.

### Fin de vie (1796-1811)
Le général-comte d’Allonville est fait maréchal de camp de l’armée des émigrés, par brevet du roi, daté de Blakembourg, le 15 novembre 1797, pour prendre rang du 15 mars 1794 . Pensionné à cinq shillings par jour, après le licenciement de ses troupes, le comte d'Allonville vit dans la misère, en Angleterre. Cité à Londres, le 12 avril 1806, il y meurt le 24 janvier 1811.

### Famille et descendance
Armand Jean d'Allonville se marie avec Marie-Françoise Jehannot de Bartillat (1744-1817), fille du marquis Louis Joachim Jehannot de Bartillat, colonel d'un régiment qui porte son nom et Jeanne Pouyvet de Lablinière, le 29 février 1764. Armand Jean d'Allonville est le père entre autres de[réf. nécessaire] : 
- Armand François d'Allonville (1764-1853), maréchal de camp
- Antoine Jean Baptiste d'Allonville (19 octobre 1765-septembre 1811 Londres), épouse Céleste Octavie de la Bourdonnaye-Liré (1790-1851), le 3 février 1807
- Anne-Marie d'Allonville (1769-après 1873) se marie avec le comte de Mertrus Saint-Ouen, un capitaine de cavalerie
- Louis d'Allonville (4 octobre 1771 – 28 janvier 1814 Lymington), présenté de minorité dans l'ordre de Saint-Jean de Jérusalem[18], le 10 décembre 1771, mais de présentera pas ses vœux de chevalier pour pouvoir épouser Fanny Dixon, avant 1808. Il entre sous-lieutenant au régiment de Quercy-cavalerie, en 1787.
- Alexandre Louis d’Allonville (1774-1852), maréchal de camp, préfet